# Schradera exotica
Schradera exotica là một loài thực vật có hoa trong họ Thiến thảo. Loài này được (J.F.Gmel.) Standl. miêu tả khoa học đầu tiên năm 1929.